# آرون شارما (لاعب كريكت)
آرون شارما (21 أبريل 1958 في الهند - ) هو لاعب كريكت هندي.

## وصلات خارجية
- آرون شارما (لاعب كريكت) على موقع إي آس بي آن كريك إنفو (الإنجليزية)